# Sébastien Michalowski
Vous lisez un « bon article » labellisé en 2015.
Sébastien Michalowski, né le 12 septembre 1978 au Blanc-Mesnil, est un footballeur français.
Michalowski commence à jouer au football dans le club de sa ville natale avant de poursuivre sa formation au sein du Club municipal d'Aubervilliers. En 1997, il intègre le centre de formation du Havre Athlétic Club comme stagiaire pro mais ne reste que six mois avant de retourner à Aubervilliers.
Repéré par le recruteur Michel Rablat, il intègre l'équipe réserve du LOSC Lille avant de signer son premier contrat professionnel et de faire ses débuts en Division 1 lors de la saison 2001-2002. Lors de cette saison, il alterne entre l'équipe « B » et l'équipe première, étant surtout appelé pour parer aux blessures des titulaires. Non conservé par Lille, il rejoint le Montpellier Hérault Sport Club en 2002. Sa carrière subit un coup d'arrêt, en février 2003, où il écope d'une suspension de deux mois après avoir gravement blessé le défenseur Adama Coulibaly contre le Racing Club de Lens. Pendant les trois années suivantes, Michalowski reste un solide titulaire au sein du MHSC avant de quitter l'équipe en 2006.
Après plusieurs essais non satisfaisants auprès de clubs professionnels, il retourne au niveau amateur, jouant au Pointe Courte de Sète, au Football Club de Sète 34 ou encore au Red Star Olympique Cournonterral. Après sa retraite sportive, il se lance dans la formation et est actuellement responsable adjoint des équipes de jeunes du Ballon Sportif Cournonsecois, basé à Cournonsec à côté de Montpellier.

## Biographie

### Enfance et débuts à Aubervilliers
Sébastien Michalowski naît le 12 mars 1978 au Blanc-Mesnil,,,. Son père est ouvrier tandis que sa mère est une employée de bureau. Il prend sa première licence, à l'âge de douze ans, au sein de l'Étoile Sportive de Blanc-Mesnil où il a l'occasion de côtoyer Fadel Brahami,. À cette époque, Michalowski n'a pas pour projet de devenir footballeur professionnel, étant en surpoids et se définissant lui-même comme « une boule ». Plus tard, il refuse d'intégrer le centre de formation du Paris Saint-Germain, ne pensant pas avoir le niveau.
En 1994, à l'âge de seize ans, il rejoint le Club Municipal d'Aubervilliers et à l'occasion de jouer, pendant deux saisons, en National 1. Après la saison 1996-1997, le club est relégué en CFA.
Michalowski signe, en 1997, un contrat de stagiaire pro au sein du Havre Athletic Club, qui joue en Division 1. Néanmoins, l'adaptation à ce mode de vie se passe mal pour le francilien qui n'arrive pas à gérer ses études avec sa nouvelle situation. Il ne joue aucune rencontre avec l'équipe réserve ou encore avec les professionnels lors de la première partie de la saison 1997-1998. Six mois après son arrivée, il décide de quitter le HAC pour revenir à Aubervilliers,. Pour la seconde partie du championnat, il fait partie des joueurs les plus utilisés, jouant dix-huit matchs et inscrivant un but. Malheureusement, Aubervilliers subit une nouvelle relégation et descend en CFA 2.
Au début de la saison 1998-1999, Michalowski évolue au poste de libéro. En septembre 1998, il se fait une entorse de la cheville ainsi qu'une petite élongation au niveau de la cuisse. Lors de cette saison, il a l'occasion, avec son équipe, de disputer un huitième tour de Coupe de France face au LOSC Lille, évoluant en Division 2. Malgré la défaite 3-0, il fait bonne impression auprès de Michel Rablat, chargé du recrutement pour le club nordiste. Aubervilliers termine huitième de son groupe au terme de la saison.

### Capitaine de la réserve de Lille et débuts chez les professionnels

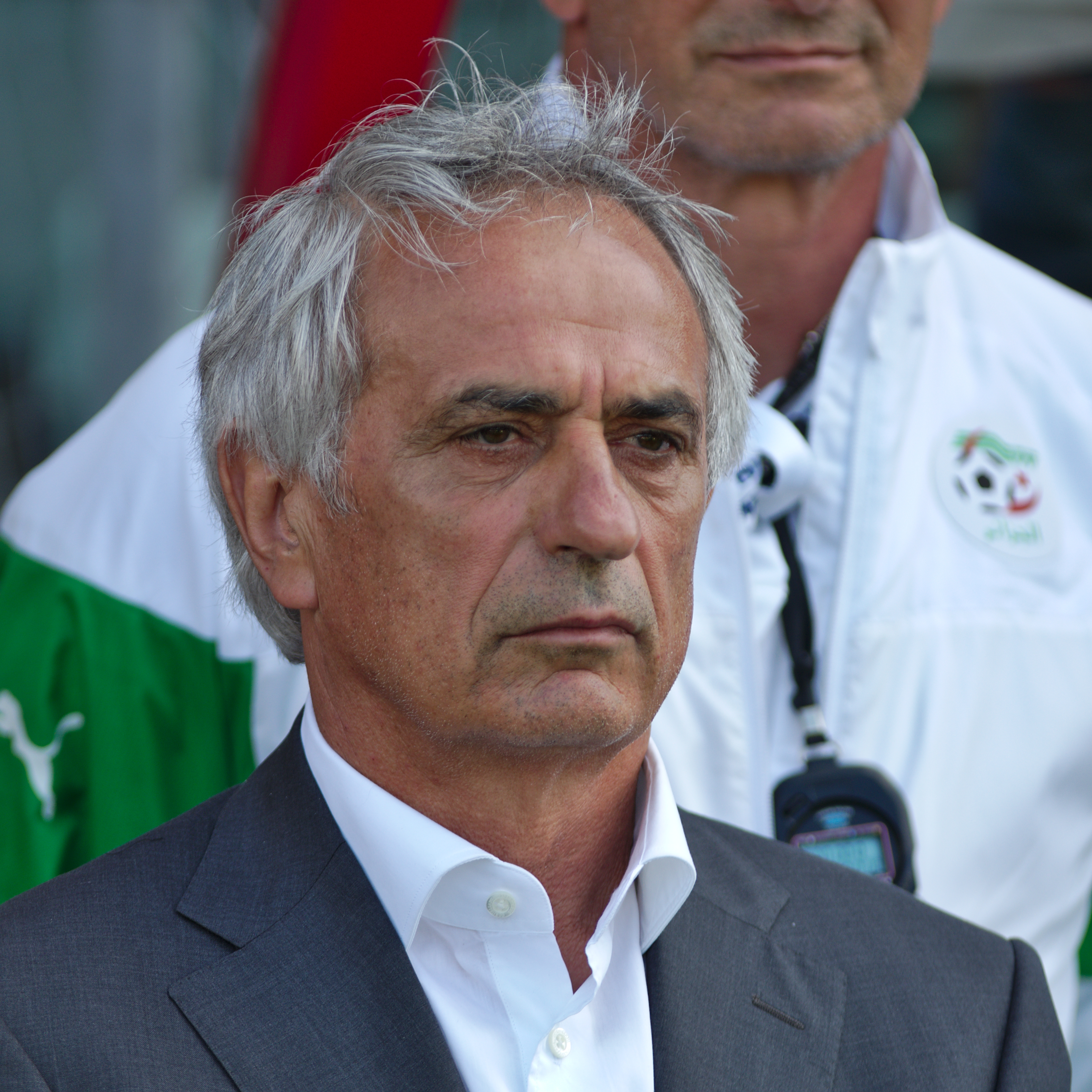
L'entraîneur Vahid Halilhodžić donne sa chance à Michalowski, dans le monde professionnel, lors de la saison 2001-2002.

Au mois de mai 1999, il signe avec l'équipe réserve du LOSC Lille,. Pour sa première année, Michalowski est un des piliers de la défense des Dogues avec Bernard Cocilovo. Il dispute 22 matchs pour un but en CFA. À la suite de ses bonnes performances, il obtient le brassard de capitaine de la réserve professionnelle pour la saison 2000-2001. Cette deuxième année lui permet de se mettre au niveau « physiquement et tactiquement » et d'obtenir la confiance de Vahid Halilhodžić, l'entraîneur de l'équipe première. À la fin du championnat, il signe son premier contrat professionnel, avec le LOSC, pour une durée d'une saison. Michalowski a l'occasion d'évoluer avec l'équipe de France militaire, lui ouvrant les portes du groupe professionnel.
Michalowski fait ses débuts en Division 1, le 15 septembre 2001, titularisé face à l'ES Troyes AC, au Stade de l'Aube, sur le flanc droit de la défense. Pour ce match, il fait une « prestation moyenne » et n'est pas conservé dans le groupe d'Halilhodžić ; il retourne auprès de l'équipe réserve. Il est rappelé dans le groupe professionnel, au mois de décembre 2001 où il a l'occasion de rejouer plusieurs matchs comme titulaire,. Toutefois, il est replacé comme milieu défensif lors des matchs retours. Il se fait remarquer lors des huitièmes de finale de la Coupe UEFA 2001-2002, face au Borussia Dortmund où il fait un bon match en remplacement de Fernando D'Amico,. Le journaliste Bertrand Bollenbach écrit d'ailleurs qu'il possède un « troisième poumon ». Celui du Parisien Frédéric Gouaillard vente son rôle de récupérateur. En mars 2002, alors que son contrat se termine à la fin de la saison, il avoue qu'aucune discussion en vue d'une prolongation n'a été entamé. Toutefois, il n'est pas contre l'idée de rester à Lille. Lorsque Stéphane Pichot se blesse, il est amené à le remplacer au poste d'arrière droit. Il termine le championnat avec seize matchs dont treize comme titulaire. Il dispute également deux matchs en coupes nationales. À côté, il joue également six matchs avec la réserve professionnelle. Son contrat n'est pas renouvelé. Lors de sa seule année comme professionnel dans le Nord, il est convoqué en équipe de France espoirs,.

### Des hauts et des bas avec Montpellier
À la fin du mois de mai 2002, on annonce la signature de Sébastien Michalowski au Montpellier Hérault Sport Club pour une durée de quatre saisons,. Lors des deux premiers matchs de la saison 2002-2003, il est titulaire avant d'alterner entre le terrain et le banc des remplaçants. Lors des derniers jours d'août 2002, il est victime d'une élongation à la cuisse pendant un entraînement et déclare forfait pour la rencontre contre Le Havre AC. Il fait son retour pour le match suivant. Avant un match contre l'En Avant de Guingamp, en octobre 2002, il est pressenti pour remplacer Cédric Barbosa, milieu offensif du MHSC, blessé à l'aine. Néanmoins, l'entraîneur Michel Mézy réorganise son équipe et décide de mettre Michalowski sur le banc. Il passe près d'un mois sans jouer avant de revenir face à Troyes lors de la douzième journée. Le 9 novembre 2002, contre le CS Sedan Ardennes, il blesse Ludovic Asuar dans un choc, lui cassant une côte et l'obligeant à rester aux soins pendant trois semaines. Ensuite, il est victime d'une nouvelle élongation de la cuisse droite, contre l'AS Monaco, le 4 décembre 2002 et ne joue plus aucun match de l'année 2002,. Il doit attendre le début du mois de janvier 2003 pour faire son retour face aux Girondins de Bordeaux, remplaçant Habib Bamogo en fin de partie. Il retrouve sa place de titulaire au sein de l'équipe montpelliéraine avant de subir une blessure à la cheville, ne jouant pas face au Paris Saint-Germain Football Club lors de la vingt-septième journée.

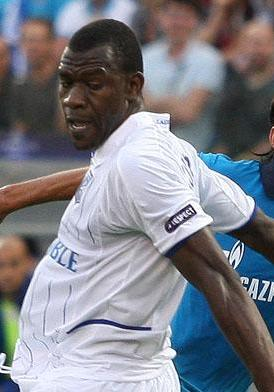
En février 2003, Michalowski blesse gravement Adama Coulibaly (ici en 2010) et est suspendu deux mois.

Il revient dans le groupe, le 22 février 2003, contre le Racing Club de Lens. Lors de la deuxième mi-temps, il fait un tacle par-derrière au défenseur Adama Coulibaly, tentant de protéger un ballon qui sort du terrain,. Ce tacle entraîne « une fracture, une luxation et une déchirure des ligaments de la cheville gauche », mettant un terme à sa saison. L'arbitre du match Éric Poulat sort le carton rouge et expulse Michalowski du terrain. Le 27 février 2003, il est convoqué devant la commission de discipline de la Ligue de football professionnel et se présente avec son directeur administratif Philippe Peybernes. Michalowski qualifie cette action comme étant « accidentel[le] » et affirme que « ce n'est pas un geste volontaire et [qu']il n'est pas dans [son] tempérament d'agir de la sorte ». Le président de cette commission, Jacques Riolacci, parle d'« une action brutale et dangereuse ». Dans son compte-rendu, Riolacci ne retient pas l’intentionnalité mais ne désire pas laisser passer une action ayant provoqué une blessure aussi grave. À la sortie de la commission, le montpelliérain et Peybernes s'attendent à « une sanction sévère ». Il est finalement suspendu pour une durée de deux mois, jusqu'à la date du 28 avril 2003. Le joueur est appelé par Gérard Bernardet, pour la première fois depuis sa suspension, pour la trente-sixième journée, contre l'AS Monaco. Toutefois, il reste sur le banc des remplaçants et ne joue plus aucun match de la saison 2002-2003. Lors de cette saison, il dispute également trois matchs pour un but avec la réserve montpelliéraine.
Michalowski doit attendre la troisième journée de la saison 2003-2004 pour être appelé dans le groupe professionnel ainsi que la quatrième journée, et une rencontre contre le Sporting Club de Bastia, pour jouer son premier match depuis sa suspension,. Le 18 octobre 2003, il remplace Pierre Laigle, suspendu, au poste de milieu défensif face Guingamp. À la fin de l'année 2003, il souffre, encore une fois, d'une élongation de la cuisse droite et déclare forfait pour le match de la dix-septième journée face à l'OGC Nice. Il va traîner cette blessure pendant tout le mois de décembre 2003 avant de revenir comme titulaire au début de l'année 2004. Il se blesse à la cheville un mois plus tard et se retrouve absent des terrains pendant cinq matchs,. Quelques jours après son retour, il subit des problèmes au niveau du tendon rotulien de son genou gauche mais parvient à jouer. Contre le Football Club de Nantes, le 27 mars 2004, il remplace Valéry Mézague, suspendu, sur la feuille de match. Retournant au poste de remplaçant après ce match, il profite de la suspension de Jean-Christophe Rouvière pour être titulaire face au Mans Football Club. Néanmoins, lors de ce match, les manceaux parviennent à inscrire trois buts en première mi-temps et l'entraîneur Robert Nouzaret décide de remplacer Michalowski et Cyril Ramond. Le MHSC s'incline sur un score de 3-0. Michalowski est relégué sur le banc pendant les deux matchs suivants et se retrouve en concurrence avec Valéry Mézague pour un poste dans le milieu de terrain de Nouzaret.  Il revient sur les terrains de Ligue 1 lors de l'avant-dernière journée, pour une défaite contre le Racing Club de Strasbourg, qui officialise la descente de Montpellier en Championnat de France de football de Ligue 2,. Au lendemain de cette condamnation à l'échelon inférieur, un journaliste de l'Agence France-Presse pointe du doigt, dans un article intitulé Le déclin de Montpellier, le recrutement de certains joueurs citant Michalowski mais également Serge Blanc, Victor Bonilla et Pierre Laigle. Pour lui, ces joueurs « n'ont jamais tenu ce rôle [de cadre] auprès de jeunes issus d'un fertile centre de formation ». Montpellier termine bon dernier du championnat.

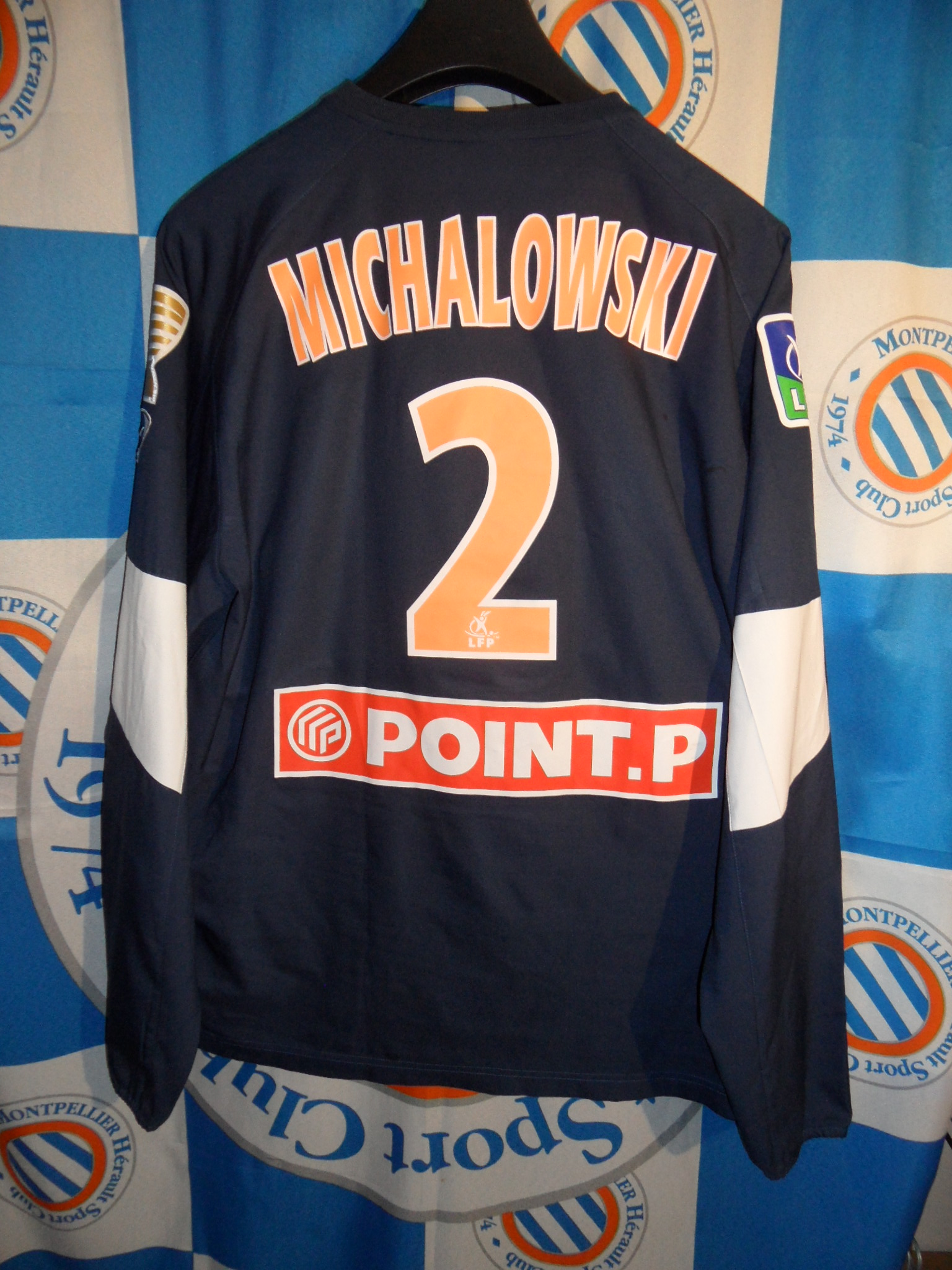
Maillot porté par Sébastien Michalowski lors d'un match de Coupe de la Ligue.

Pour la saison 2004-2005, Michalowski fait ses débuts en Ligue 2. Il est positionné dès le début de l'année comme titulaire au sein de l'équipe dirigée par Nouzaret puis par Jean-François Domergue. À l'arrivée du nouvel entraîneur, l'ancien joueur lillois est repositionné au niveau du milieu de terrain et plus précisément devant la ligne défensive. Il est suspendu pour la onzième journée de championnat contre Le Mans après trois cartons jaunes en dix matchs,. Toutefois, Michalowski reste un élément important du dispositif montpeliérain, jouant trente-cinq matchs lors de cette saison qui voit son équipe terminait huitième. Il sera mis sur le banc des remplaçants par Domergue, avec Hervé Bugnet, lors de deux matchs au mois de mars 2005. Ils seront remplacés par Abdoulaye Cissé et Mathieu Lafon.
La saison suivante, il reste titulaire. Au début du mois de septembre 2005, Domergue est mécontent des dernières prestations de ses joueurs. Le 9 septembre 2005, contre le Valenciennes Football Club, il met plusieurs titulaires de l'équipe première, à savoir Michalowski, Bugnet et Gérard Gnanhouan, sur le banc des remplaçants.
Le 4 octobre, des perquisitions sont menées par la Police judiciaire de Marseille ainsi que celle de Paris dans le cadre d'une enquête sur une « exercice illégal de l'activité d'agent de joueurs »,. Le principal personnage visé par cette affaire est Richard Bettoni, agent de joueurs qui ne dispose d'aucune licence pour exercer cette profession,. Par ailleurs, il est accusé d'avoir « facturé des prestations d'agents de joueurs à deux sociétés amies », transactions interdites dans sa position. Le transfert de Michalowski de Lille à Montpellier figure parmi les négociations concernées par cette enquête,,. Le LOSC Lille laisse consulter, aux enquêteurs, leur dossier sur Michalowski et déclare dans un communiqué qu'il n'y a « aucun motif d'inquiétude dans cette affaire et [que le club] coopère sereinement et en toute transparence avec la police judiciaire ».
Le milieu de terrain est suspendu pour un match contre le Stade Malherbe de Caen, le 7 novembre 2005 du fait de trois cartons jaunes en dix rencontres,. Au début de l'année 2006, il souffre de douleurs lombaires et manquent plusieurs matchs,. Il reprend l'entraînement au début du mois de février 2006. Il termine la saison avec vingt-sept matchs de championnat. Après la fin de la saison, son contrat n'est pas renouvelé par Montpellier et il est libéré.

### Retour chez les amateurs et fin de carrière
Après ses quatre saisons au MHSC, il prend une licence au Red Star Olympique Cournonterral, un club de niveau district situé à côté de Montpellier. En juillet 2006, Michalowski passe un essai au RAEC Mons, promu en première division belge,. Il participe au stage de préparation à Delden aux Pays-Bas. Son essai est prolongé après ce stage et le 20 juillet 2006, il dispute un match amical avec Mons face à l'AFC Tubize,. Titularisé, il joue la première mi-temps avant de se faire remplacer par Gilles Colin. Ce match est considéré comme la dernière chance pour les hommes à l'essai de prouver leur valeur mais le journaliste Gregory Dufert écrit qu'aucun ne s'est réellement montré au-dessus du lot. L'essai de Michalowski se révèle non satisfaisant et aucun contrat ne lui est proposé.
| \| Montpellier HSC FC Sète 34 PCAC Sète Cournonterral Cournonsec \| Carte du département de l'Hérault avec les clubs dans lesquels a joué Michalowski après sa période professionnelle. |
| Montpellier HSC FC Sète 34 PCAC Sète Cournonterral Cournonsec |

N'arrivant pas à trouver une équipe, il continue ses recherches et est mis à l'essai par le Stade lavallois, récent relégué en National, en septembre 2006,,. Le joueur n'est pas vraiment en forme et l'entraîneur Denis Troch n'est pas convaincu, mettant fin à son essai après quelques jours seulement,. Il termine l'année 2006 avec Cournonterral et s'engage l'année suivante à la Pointe Courte de Sète, entraîné par Frédéric Rémola, évoluant en Division Honneur de la Ligue du Languedoc-Roussillon de football où il a l'occasion de jouer avec Dominique Aulanier.
Pour la saison 2008-2009, il rejoint le Football Club de Sète 34, évoluant en National,. Toutefois, il ne joue aucun match avec l'équipe première,. Le 27 décembre 2008, le club annonce la rupture du contrat d'un commun accord entre les deux parties car Michalowski ne parvient pas à concilier son travail avec les entraînements. Le président du FC Sète, Emile Anfonsso, « pense toutefois qu'il continuera le football dans un club amateur proche de son lieu de travail ». Il retourne au RSO Cournonterral. En juillet 2010, un nouveau bureau est nommé au sein du club amateur et Michalowski est désigné responsable de l'école de football. Plus tard, il quitte Cournonterral pour prendre une licence au Ballon Sportif Cournonsecois, club du village de Cournonsec, voisin de Cournonterral. En décembre 2012, un correspondant de presse du Midi libre l'observe lors d'un match de sa nouvelle équipe et écrit que l'ancien joueur de Montpellier « a gardé les bons réflexes et la bonne mentalité, malgré un léger embonpoint ». Il évolue alors au poste de défenseur dans l'équipe première. Il participe au troisième tour de la Coupe de France 2013-2014 face au Football Club Albères/Argeles, évoluant en Division Honneur de la Ligue du Languedoc-Roussillon de football. Cournonsec s'incline 4-0 avec les honneurs. Il est également responsable adjoint des équipes de jeunes du BS Cournonsecois avant de se voir confier la gestion de l'équipe seniors. En 2015, l'ancien lillois affirme qu'il est salarié du RSO Cournonterral tout en gardant ses responsabilités à Cournonsec, travaillant sur une fusion entre les deux clubs sur les catégories U13 et U15.
En 2019, Sébastien Michalowski prend la présidence du Tennis Club de Pignan, dans lequel ses deux filles, Maureen et Maëlys, évoluent. Les deux joueuses, membres de deuxième série, sont les licenciées les mieux classées de l'association.

## Statistiques
| Saison                | Club                           | Championnat           | Championnat | Championnat | Coupe nationale | Coupe nationale | Coupe de la Ligue | Coupe de la Ligue | Compétition(s) continentale(s) | Compétition(s) continentale(s) | Compétition(s) continentale(s) | Total | Total |
| Saison                | Club                           | Division              | M.          | B.          | M.              | B.              | M.                | B.                | Comp.                          | M.                             | B.                             | M.    | B.    |
| 2001-2002             | LOSC Lille                     | D1                    | 16          | 0           | 1               | 0               | 1                 | 0                 | C3                             | 2                              | 0                              | 20    | 0     |
| Sous-total            | Sous-total                     | Sous-total            | 16          | 0           | 1               | 0               | 1                 | 0                 | -                              | 2                              | 0                              | 20    | 0     |
| 2002-2003             | Montpellier Hérault Sport Club | Ligue 1               | 20          | 0           | -               | -               | -                 | -                 | -                              | -                              | -                              | 20    | 0     |
| 2003-2004             | Montpellier Hérault Sport Club | Ligue 1               | 25          | 0           | 2               | 0               | 1                 | 0                 | -                              | -                              | -                              | 28    | 0     |
| 2004-2005             | Montpellier Hérault Sport Club | Ligue 2               | 35          | 0           | -               | -               | 4                 | 0                 | -                              | -                              | -                              | 39    | 0     |
| 2005-2006             | Montpellier Hérault Sport Club | Ligue 2               | 27          | 0           | 2               | 0               | 3                 | 0                 | -                              | -                              | -                              | 32    | 0     |
| Sous-total            | Sous-total                     | Sous-total            | 107         | 0           | 4               | 0               | 8                 | 0                 | -                              | -                              | -                              | 119   | 0     |
| Total sur la carrière | Total sur la carrière          | Total sur la carrière | 123         | 0           | 5               | 0               | 9                 | 0                 | -                              | 2                              | 0                              | 139   | 0     |